# Remo Forrer
Remo Forrer, švicarski pevec *5. september 2001 

## Kariera
Novembra 2019 se je Forrer udeležil avdicije za tretjo sezono oddaje The Voice of Switzerland v kateri je zmagal 6. aprila 2020.
Dne 20. februarja 2023 je švicarska televizijska hiša SRG SSR razglasila Rema Forrerja za švicarskega predstavnika na Pesmi Evrovizije 2023.  Njegova tekmovalna skladba »Watergun« je izšla 7. marca.  Remo je nastopil je v prvem polfinalu, kjer je zasedel 7. mesto in se uvrstil v finale, kjer je z 92 točkami zasedel 20. mesto. 

## Zasebno življenje
Forrer živi v Hembergu v kantonu St. Gallen. Glasba ga je zanimala že od zgodnjega otroštva, kar ga je pripeljalo do tega, da se je naučil igrati flavto, harmoniko in klavir. 

## Diskografija

### EP
| Naslov                    | Podrobnosti                                     |
| ------------------------- | ----------------------------------------------- |
| »Favorite Kind of Lonely« | - Objavljeno: 31. maj 2024 - Oznaka: Manifester |

### Pesmi
| Naslov                                                                                     | Leto | Najvišja uvrstitev na lestvici | Najvišja uvrstitev na lestvici | Najvišja uvrstitev na lestvici | Najvišja uvrstitev na lestvici | Album / EP              |
| Naslov                                                                                     | Leto | SWI                            | FIN                            | LTU                            | SWE Heat.                      | Album / EP              |
| ------------------------------------------------------------------------------------------ | ---- | ------------------------------ | ------------------------------ | ------------------------------ | ------------------------------ | ----------------------- |
| »Home«                                                                                     | 2020 | 93                             | —                              | —                              | —                              |                         |
| »Let Go«                                                                                   | 2021 | —                              | —                              | —                              | —                              |                         |
| »Sweet Lies«                                                                               | 2021 | —                              | —                              | —                              | —                              |                         |
| »Out Loud«                                                                                 | 2022 | —                              | —                              | —                              | —                              |                         |
| »Watergun«                                                                                 | 2023 | 2                              | 26                             | 27                             | 1                              | Favorite Kind of Lonely |
| »Not Okay«                                                                                 | 2023 | —                              | —                              | —                              | —                              | Favorite Kind of Lonely |
| »Long Year«                                                                                | 2023 | —                              | —                              | —                              | —                              |                         |
| »Heaven or Hell«                                                                           | 2024 | —                              | —                              | —                              | —                              | Favorite Kind of Lonely |
| »Full 180«                                                                                 | 2024 | —                              | —                              | —                              | —                              | Favorite Kind of Lonely |
| »—« označuje pesmi, ki niso bile uvrščene na lestvico ali niso bile izdane na tem ozemlju. |      |                                |                                |                                |                                |                         |